# Imasgo (département)
Pour les articles homonymes, voir Imasgo.
Cet article concerne le département et la commune rurale. Pour le village chef-lieu, voir Imasgo (Imasgo).
Imasgo ou Imasgho est un département et une commune rurale de la province du Boulkiemdé, situé dans la région du Centre-Ouest au Burkina Faso.

## Géographie

### Démographie
- En 2003, le département comptait 24 106 habitants estimés[2].
- En 2006, le département comptait 22 498 habitants recensés[3].
- En 2019, le département comptait 27 748 habitants recensés[1].

## Administration

### Villages
Le département et la commune d'Imasgo est administrativement composé de six villages, dont le village chef-lieu homonyme (données de population consolidées en 2012, issues du recensement général de la population de 2006 :
- Imasgo (ou Imasgho) (12 031 habitants), chef-lieu
- Danierma (2 459 habitants)
- Kanyalé (1 954 habitants)
- Lounga (2 748 habitants)
- Ouéra (2 060 habitants)
- Rana (2 854 habitants)